# Tour de Pologne 1964
21. edycja wyścigu kolarskiego Tour de Pologne odbyła się w dniach 2–9 sierpnia 1964. Rywalizację rozpoczęło 159 kolarzy, do drugiego etapu dopuszczono 100 najlepszych, a ukończyło 59. Łączna długość wyścigu – 1394 km.
Pierwsze miejsce w klasyfikacji generalnej zajął Rajmund Zieliński (LZS I), drugie Władysław Kozłowski (LZS I), a trzecie Jan Magiera (Start I). 
Sędzią głównym wyścigu był Tadeusz Brzozowski.

## Etapy
| Etap      | Data       | Start - meta                       | Długość (km)            | Zwycięzca etapu      | Lider               |
| I etap    | 2 sierpnia | Radzymin – Wyszków                 | 30 (jazda ind. na czas) | Jan Magiera          | Jan Magiera         |
| II etap   | 2 sierpnia | Wyszków – Białystok                | 136                     | Rajmund Zieliński    | Jan Magiera         |
| III etap  | 3 sierpnia | Białystok – Kętrzyn                | 212                     | Andrzej Bławdzin     | Rajmund Zieliński   |
| IV etap   | 4 sierpnia | Kętrzyn – Elbląg                   | 166                     | Jan Magiera          | Władysław Kozłowski |
| V etap    | 5 sierpnia | Elbląg – Malbork                   | 32 (jazda ind. na czas) | Rajmund Zieliński    | Rajmund Zieliński   |
| VI etap   | 5 sierpnia | Malbork – Grudziądz                | 100                     | Rajmund Zieliński    | Rajmund Zieliński   |
| VII etap  | 6 sierpnia | Grudziądz - Słupsk                 | 220                     | Zygmunt Kaczmarczyk  | Rajmund Zieliński   |
| VIII etap | 7 sierpnia | Słupsk – Szczecinek                | 140                     | Franciszek Surmiński | Rajmund Zieliński   |
| IX etap   | 8 sierpnia | Szczecinek - Gorzów Wielkopolski   | 196                     | Rajmund Zieliński    | Rajmund Zieliński   |
| X etap    | 9 sierpnia | Gorzów Wielkopolski – Zielona Góra | 162                     | Franciszek Surmiński | Rajmund Zieliński   |

## Końcowa klasyfikacja generalna

### Klasyfikacja indywidualna
| Poz. | Zawodnik             | Kraj     | Zespół   | Czas (średnia km/h)       |
| ---- | -------------------- | -------- | -------- | ------------------------- |
| 1.   | Rajmund Zieliński    | Polska   | LZS I    | 35h 08' 37" (39,666 km/h) |
| 2.   | Władysław Kozłowski  | Polska   | LZS I    | +03' 30"                  |
| 3.   | Jan Magiera          | Polska   | Start I  | +05' 34"                  |
| 4.   | Stanisław Pawłowski  | Polska   | LZS II   | +10' 19"                  |
| 5.   | Wiesław Podobas      | Polska   | Legia    | +11' 18"                  |
| 6.   | Herman van Breugel   | Holandia | Holandia | +12' 54"                  |
| 7.   | Franciszek Surmiński | Polska   | LZS I    | +14' 12"                  |
| 8.   | Franciszek Kosela    | Polska   | Legia    | +15' 58"                  |
| 9.   | Jerzy Mikołajczyk    | Polska   | Start I  | +16' 11"                  |
| 10.  | Andrzej Bławdzin     | Polska   | LZS I    | +16' 36"                  |

### Klasyfikacja drużynowa
| 1. | LZS I   | 105h 43' 33" |
| 2. | Start I | +29' 30"     |
| 3. | LZS III | +43' 28"     |
| 4. | CRZZ I  | +47' 35"     |
| 5. | CRZZ II | +1h 14' 42"  |

### Klasyfikacja najaktywniejszych
| 1. | Rajmund Zieliński    | Polska | 77 pkt |
| 2. | Jan Magiera          | Polska | 66 pkt |
| 3. | Władysław Kozłowski  | Polska | 43 pkt |
| 4. | Franciszek Surmiński | Polska | 40 pkt |
| 5. | Stanisław Pawłowski  | Polska | 40 pkt |